# Rovira (Kolumbien)
Rovira ist eine Gemeinde (municipio) im Departamento Tolima in Kolumbien.

## Geographie
Rovira liegt im Zentrum von Tolima in der Provinz Ibagué am Río Luisa auf einer Höhe von 900 m ü. NN etwa 33 km von Ibagué entfernt und hat eine Jahresdurchschnittstemperatur von 24 °C. Die Gemeinde grenzt im Norden an Cajamarca und Ibagué, im Osten an San Luis und Valle de San Juan, im Süden an San Antonio und Ortega und im Westen an Roncesvalles.

## Bevölkerung
Die Gemeinde Rovira hat 20.255 Einwohner, von denen 9903 im städtischen Teil (cabecera municipal) der Gemeinde leben (Stand: 2019).

## Geschichte
Das Gebiet der heutigen Gemeinde war bei der Ankunft der Spanier zwischen den indigenen Völkern der Pijaos und den Panches umkämpft. Rovira wurde 1570 auf den Ruinen einer vorher zerstörten, als Hervidero bekannten, Siedlung als Nuestra Señora de la Luz de Miraflores als Bemühung der Spanier gegründet, das Territorium zu dominieren. In der Folge wehrten die Spanier konstante Angriffe von Indigenen auf die Siedlung ab. Miraflores wurde 1853 zu einem Distrikt und 1887 zu einer Gemeinde. Während des Tausendtagekriegs kamen Flüchtlinge aus anderen Regionen Kolumbiens nach Miraflores. Zudem kamen ab 1915 syrische und libanesische Einwanderer. Die kolumbianische Regierung bat 1929 um eine Umbenennung der Gemeinde, um sie nicht mit Miraflores in Boyacá zu verwechseln. So wurde die Gemeinde nach dem Unabhängigkeitskämpfer Custodio García Rovira von Miraflores in Rovira umbenannt.

## Wirtschaft
Die wichtigsten Wirtschaftszweige von Rovira sind Landwirtschaft und Handel. Insbesondere wird Kaffee angebaut. Im Bergbausektor besteht Wachstumspotential.